# Lunatycy – czyli tzw. przeboje całkiem Live
Lunatycy – czyli tzw. przeboje całkiem Live – album zespołu Dżem, wydany w kwietniu 1988 roku, nakładem wytwórni Polskie Nagrania „Muza”.
Nagrań dokonano podczas koncertu w Teatrze STU w Krakowie, 16 grudnia 1986 roku. Realizacja dźwięku - Piotr Madziar i Piotr Brzeziński przy współpracy Haliny Jarczyk, Wojciecha Siwieckiego i Andrzeja Soleckiego. Projekt okładek – Mirosław Makowski (LP) oraz Ryszard Czernow (MC, CD).
Płyta analogowa nosi tytuł Tzw. przeboje – całkiem live, kasety i płyty kompaktowe zatytułowane są Lunatycy – czyli tzw. przeboje całkiem live.

## Lista utworów
strona A
1. „Wokół sami lunatycy” (Jerzy Styczyński, Ryszard Riedel – Ryszard Riedel) – 5:51
2. „Paw” (Adam Otręba, Andrzej Urny – Ryszard Riedel, Kazimierz Gayer) – 6:29
3. „Kim jestem - jestem sobie” (Ryszard Riedel, Jerzy Styczyński – Ryszard Riedel) – 4:26
4. „Dzień, w którym pękło niebo” (Paweł Berger, Ryszard Riedel – Ryszard Riedel) – 5:02

strona B
1. „Jesiony” (Leszek Faliński, Ryszard Riedel – Kazimierz Galaś) – 7:42
2. „Skazany na bluesa” (Dżem – Ryszard Riedel) – 7:20
3. „Nieudany skok” (Jerzy Styczyński, Ryszard Riedel – Ryszard Riedel) – 6:53

## Muzycy
- Paweł Berger – instrumenty klawiszowe
- Marek Kapłon – perkusja
- Adam Otręba – gitara
- Beno Otręba – gitara basowa, śpiew
- Ryszard Riedel – śpiew
- Jerzy Styczyński – gitara

gościnnie
- Dariusz Cała – harmonijka ustna (6)
- Krzysztof Zawadzki – instrumenty perkusyjne (1, 2, 3, 4)

## Wydawnictwa
- LP Polskie Nagrania „Muza” SX 2561; kwiecień 1988
- MC Asta AS 023; listopad 1992
- CD Dżem S.C. CD 005; listopad 1993
- MC Ania Box Music MC-ABM 026; kwiecień 1996
- CD Ania Box Music CD-ABM 026; kwiecień 1996
- MC Box Music BSMC-005; wrzesień 1997
- CD Box Music BSCD-005; wrzesień 1997
- MC Box Music/Pomaton EMI 7243 5 20041 4; 12 kwietnia 1999
- CD Box Music/Pomaton EMI 7243 5 20041 2 6; 12 kwietnia 1999
- CD Pomaton EMI 5938522; 27 września 2003 (jako BOX 2CD wraz z albumem Autsajder)